# 범의귀
범의귀(문화어: 바위초)는 한반도 북부지방에 분포하는 여러해살이풀이다. 봄에 가늘게 나오는 가지가 여러 개로 벌어지고 마디끝에 작은 싹을 달아 번식한다. 잎은 둥근 콩팥 모양의 다육질로 부드러우며, 길고 짧은 흰 털이 나있다. 뒤쪽은 적색을 띠며, 앞쪽은 눈송이 같은 얼룩이 있는 것도 있다. 초여름에 20cm 이상의 꽃자루가 나오고, 원뿔형의 꽃이 핀다. 꽃잎은 가늘고 5장인데 위쪽 3장은 작고 선홍색의 반점이 있으며, 아래쪽 2장은 크지만 그 크기가 일정하지 않으며 흰색이다. 식용하기도 하며 즙을 내거나 잎을 불에 말린 것을 유아의 경풍·화상·피부병 등에 이용하였다. 열매는 삭과이며 개화기는 7-8월이다.
범의귀 꽃말
전 당신을 사랑합니다 당신에게 미움받는다면 죽겠습니다. 